# Der Weg zum Lachen
Der Weg zum Lachen ist eine Novelle von Wilhelm Raabe, die im Frühjahr 1857 in der Berliner Damenzeitung Der Bazar erschien. Raabe war im Spätwinter desselben Jahres von der Redaktion des Blattes um eine kleine Erzählung gebeten worden. Die Buchausgabe kam 1859 bei Ernst Schotte, ebenfalls in Berlin, heraus.

## Inhalt
Jodokus Homilius, ergrauter Professor der Astronomie, wird von seinem alten Freund, dem Medizinalrat Zappel, ermahnt, den Lebenswandel doch grundlegend zu ändern. Homilius müsse unbedingt heiterer werden. Der Herr Professor, ein alter Junggeselle, wird von der Haushälterin Frau Magdalena umsorgt.
Der Weisung des ärztlichen Freundes folgend, öffnet Homilius das Fenster und lässt Sommerluft in das Studierzimmer. Am Fenster stehend, wird er Ohrenzeuge eines Gesprächs. Unten auf dem Hinterhof bittet Handwerksbursche Gottfried sein Minchen, auf ihn zu warten.
Homilius begibt sich in ein Gartenlokal und schaut bei einem Glas Zuckerwasser nach jemandem aus, der ihm das Lachen lehre. Der alte Mann denkt zurück. Vor 35 Jahren hatte er die süße Mathilde geliebt; sein Mädchen, das jung sterben musste. Ein warmer Hauch weht vom Süden her. Homilius geht zu Wein über. Das Zuckerwasser wird abgeräumt. Der Professor erinnert sich an Natalie, die zweite Frau in seinem Leben. Als Homilius trinkt, prostet ihm ein junges Mädchen zu, das Natalie sein könnte. Es ist Natalies Tochter Ida. Die zugehörige Familie kommt anspaziert. Idas Vater, ein Jugendfreund des Professors, scherzt, Homilius könne die Tochter haben. Ida und ihr Bräutigam protestieren. Cäcilie, die ältere Tochter des Jugendfreundes, begrüßt – zusammen mit Ehegatten und Kinderschar – den Professor. Die Kinder toben und werden vom Vater ins Gebüsch zum Schneckenhaus Sammeln geschickt.
Zu Hause erkennt die Haushälterin Frau Magdalena den auf einmal gut gelaunten Professor kaum wieder. Beschwipst kündigt er ihr zahlreichen Besuch schon für den nächsten Tag an. Hübsche Damen seien darunter. Die Hübscheste heiße Ida. Aus der Rocktasche kriecht eine Schnecke nach der anderen den Rücken des Professors hinauf. Homilius lernt das Lachen. Wahrscheinlich wird er nun Hundert werden.

## Rezeption
- Hoppe und Rohse[4] erwähnen zwei zustimmende zeitgenössische Besprechungen (Hermann Marggraf und Paul Gerber). Zwar sei das Milieu treffsicher wiedergegeben, doch das nächste größere Werk sei abzuwarten. Raabe wird als Humorist erkannt.
- Meyen[5] nennt vier Besprechungen aus den Jahren 1860 bis 1911.

## Ausgaben

### Erstausgabe
- Halb Mähr, halb mehr! Erzählungen, Skizzen und Reime von Wilhelm Raabe. 177 Seiten. Ernst Schotte, Berlin 1859 (Der Weg zum Lachen. Der Student von Wittenberg. Weihnachtsgeister. Lorenz Scheibenhart. Einer aus der Menge)

### Verwendete Ausgabe
- Der Weg zum Lachen. S. 221–241. Mit einem Anhang, verfasst von Karl Hoppe und Eberhard Rohse, S. 553–559, in Karl Hoppe (Bearb.), Hans Oppermann (Bearb.): Die Kinder von Finkenrode. Der Weg zum Lachen. Der Student von Wittenberg. Weihnachtsgeister. Lorenz Scheibenhart. Einer aus der Menge. Die alte Universität. Der Junker von Denow. Aus dem Lebensbuch des Schulmeisterleins Michel Haas. Wer kann es wenden? Vandenhoeck & Ruprecht, Göttingen 1992. Bd. 2 (2. Aufl., besorgt von Eberhard Rohse), ISBN 3-525-20164-8 in Hoppe (Hrsg.), Jost Schillemeit (Hrsg.), Hans Oppermann (Hrsg.), Kurt Schreinert (Hrsg.): Wilhelm Raabe. Sämtliche Werke. Braunschweiger Ausgabe. 24 Bde.